# اچ‌ام‌اس اندور
اچ‌ام‌اس اندور (به انگلیسی: HMS Endeavour) یک کشتی تحقیقاتی نیروی دریایی پادشاهی بریتانیا بود که ستوان جیمز کوک در اولین سفر اکتشافی خود از ۱۷۶۸ تا ۱۷۷۱ آن را به استرالیا و نیوزیلند فرماندهی کرد. طول آن ۱۰۶ فوت (۳۲ متر) بود. این کشتی در سال ۱۷۶۴ ساخته شد. 